# Edwardzetes dentifer
Edwardzetes dentifer är en kvalsterart som beskrevs av Hammer 1962. Edwardzetes dentifer ingår i släktet Edwardzetes och familjen Ceratozetidae. Inga underarter finns listade i Catalogue of Life.